# وای‌نت
وای‌نت (انگلیسی: Ynet) شرکت خبرگزاری اسرائیلی است، که در سال ۲۰۰۰ توسط شرکت یدیعوت اخرونوت تأسیس شد.